# فيسنتي ألفاريز نونيز
فيسنتي ألفاريز نونيز (بالإسبانية: Vicente Álvarez Núñez)‏ هو لاعب كرة قدم إسباني في مركز الوسط، ولد في 30 أبريل 1960 في أورينسي في إسبانيا. لعب مع سيلتا فيغو.